# Футбол на почтовых марках России

Футбо́л на почто́вых ма́рках Росси́и — тематический каталог (перечень) знаков почтовой оплаты (почтовых марок), введённых в обращение на территории России, посвящённых теме футбола.
Памятные (коммеморативные) почтовые марки, посвящённые тематике футбола, выпускались в России с 1997 года.

## Футбол в филателии
«Футбо́л в филатели́и» (или «футбо́л на почто́вых ма́рках») — название одного из подразделов области спортивной филателии — тематического коллекционирования знаков почтовой оплаты и штемпелей, посвящённых футболу, чемпионатам мира и другим футбольным спортивным соревнованиям, известным футболистам, футбольным стадионам, клубам и организациям или связанных с ними темам.

## Список коммеморативных (памятных) марок
Порядок следования элементов в таблице соответствует номеру по каталогу марок России на официальном сайте издатцентра «Марка», в скобках приведены номера по каталогу «Михель».
| № по каталогу | Изображение | Описание и источники | Номинал                                                          | Дата выпуска          | Тираж                        | Художник                   |
| --- | ----------- | --- | ---------------------------------------------------------------- | --------------------- | ---------------------------- | -------------------------- |
| № 399 (Mi #620) |             | 100 лет российскому футболу. | 2 000,00 руб.                                                    | 4 сентября 1997 года  | 350 000                      | Л. Зайцев                  |
| № 543 (Mi #775) |             | Чемпион России по футболу (1995) «Спартак-Алания» (Владикавказ). | 2,00 руб.                                                        | 22 ноября 1999 года   | 350 000                      | Р. Стрельников             |
| № 561 (Mi #793) № 562 (Mi #794) № 563 (Mi #795) № 564 (Mi #796) № 565 (Mi #797) № 566 (Mi #798) № 567 (Mi #799) № 568 (Mi #800) № 569 (Mi #801) № 570 (Mi #802) № 571 (Mi #803) № 572 (Mi #804) |             | Малый марочный лист серия «Россия. XX век. Спорт»: - Первый олимпийский чемпион России Н. А. Панин-Коломенкин (1908); - Игры V Олимпиады. Стокгольм (1912); - Всероссийские Олимпиады 1913 и 1914 годов; - Всесоюзная Спартакиада (1928); - Комплекс «Готов к труду и обороне»; - Звание «Заслуженный мастер спорта» (1934); - Игры XV Олимпиады. Хельсинки (1952); - Чемпион Игр XVI Олимпиады В. П. Куц;Мельбурн (1956); - Советские футболисты — чемпионы Игр XVI Олимпиады. Мельбурн (1956); - Пятикратный чемпион мира по шахматам М. М. Ботвинник; - Матч советских хоккеистов с канадскими профессионалами (1972); - Игры XXII Олимпиады. Москва (1980). | 0,25 0,30 0,50 1,00 1,35 1,50 2,00 2,50 3,00 4,00 5,00 6,00 руб. | 15 марта 2000 года    | 300 000                      | С. Сухарев                 |
| № 1115 (Mi #1347) |             | 50 лет Олимпийскому комплексу «Лужники». Большая спортивная арена. | 6,00 руб.                                                        | 29 мая 2006 года      | 210 000                      | А. Московец                |
| № 1458 (Mi #1690) |             | 50 лет победе сборной команды СССР в Кубке Европы по футболу. | 12,00 руб.                                                       | 10 ноября 2010 года   | 320 000                      | О. Шушлебина А. Дробышев   |
| № 1892 (Mi #2109) |             | Почтовый блок «Чемпионат мира по футболу FIFA 2014 в Бразилии™». | 50,00 руб.                                                       | 25 ноября 2014 года   | 100 000                      | С. Капранов                |
| № 2000 (Mi #2217) |             | Почтовый блок «Чемпионат мира по футболу FIFA 2018 в России™». | 100,00 руб.                                                      | 18 сентября 2015 года | 200 000                      | О. Шушлебина               |
| № 2008 (Mi #2225) № 2009 (Mi #2226) № 2010 (Mi #2227) № 2011 (Mi #2228) № 2012 (Mi #2229) № 2013 (Mi #2230)                                                                                     |             | Чемпионат мира по футболу FIFA 2018 в России™. Россия в чемпионатах мира по футболу FIFA™: - 1958 год; - 1962 год; - 1966 год; - 1970 год; - 1982 год; - 1986 год. | 26,50 руб.                                                       | 1 октября 2015 года   | 200 000                      | О. Шушлебина               |
| № 2032 (Mi #2249) № 2033 (Mi #2250) № 2034 (Mi #2251) № 2035 (Mi #2252) |             | Серия «Чемпионат мира по футболу FIFA 2018 в России™. Стадионы»: - «Фишт» (Сочи); - «Лужники» (Москва); - «Спартак» (Москва); - «Казань арена» (Казань). | 21,00 руб.                                                       | 17 ноября 2015 года   | 400 000                      | О. Шушлебина               |
| № 2042 (Mi #2259) № 2043 (Mi #2260) № 2044 (Mi #2261) № 2045 (Mi #2262) № 2046 (Mi #2263) № 2047 (Mi #2264) № 2048 (Mi #2265)                                                                   |             | Серия «Чемпионат мира по футболу FIFA 2018 в России™. Легенды футбола»: - Качалин Гавриил Дмитриевич (1911—1995); - Бубукин Валентин Борисович (1933—2008); - Войнов Юрий Николаевич (1931—2003); - Иванов Валентин Козьмич (1934—2011); - Сальников Сергей Сергеевич (1925—1984); - Стрельцов Эдуард Анатольевич (1937—1990); - Яшин Лев Иванович (1929—1990). | 26,50 руб.                                                       | 9 декабря 2015 года   | 200 000                      | C. Ульяновский             |
| № 2119 (Mi #2335) № 2120 (Mi #2336) № 2121 (Mi #2337) № 2122 (Mi #2338) |             | Чемпионат мира по футболу FIFA 2018 в России™. Россия в чемпионатах мира по футболу FIFA™: - 1990 год; - 1994 год; - 2002 год; - 2014 год. | 21,50 руб.                                                       | 29 июля 2016 года     | 200 000                      | О. Шушлебина               |
| № 2132 (Mi #2349) № 2133 (Mi #2350) № 2134 (Mi #2351) № 2135 (Mi #2352) |             | Серия «Чемпионат мира по футболу FIFA 2018 в России. Стадионы»: - «Волгоград Арена»; - «Екатеринбург Арена»; - «Ростов Арена»; - «Самара Арена». | 21,50 руб.                                                       | 26 августа 2016 года  | 400 000                      | О. Шушлебина               |
| № 2158 (Mi #2374) № 2159 (Mi #2375) № 2160 (Mi #2376) № 2161 (Mi #2377) № 2162 (Mi #2378) № 2163 (Mi #2379) № 2164 (Mi #2380)                                                                   |             | Серия «Чемпионат мира по футболу FIFA 2018 в России™. Легенды российского футбола»: - Банников Виктор Максимович (1938—2001); - Бесков Константин Иванович (1920—2006); - Латышев Николай Гаврилович (1913—1999); - Метревели Слава Калистратович (1936—1998); - Морозов Николай Петрович (1916—1981); - Нетто Игорь Александрович (1930—1999); - Хусаинов Галимзян Салихович (1937—2010). | 29,00 руб.                                                       | 28 октября 2016 года  | 220 000                      | C. Ульяновский             |
| № 2180 (Mi #2395) № 2181 (Mi #2396) № 2182 (Mi #2397) № 2183 (Mi #2398) № 2184 (Mi #2399) № 2185 (Mi #2400) № 2186 (Mi #2401)                                                                   |             | Серия «Чемпионат мира по футболу FIFA 2018 в России. Легенды российского футбола»: - Банишевский Анатолий Андреевич (1946—1997); - Воронин Валерий Иванович (1939—1984); - Ильин Анатолий Михайлович (1931—2016); - Рудаков Евгений Васильевич (1942—2011); - Садырин Павел Фёдорович (1942—2001); - Численко Игорь Леонидович (1939—1994); - Шестернёв Альберт Алексеевич (1941—1994). | 29,00 руб.                                                       | 9 декабря 2016 года   | 220 000                      | C. Ульяновский             |
| № 2194 (Mi #2411) |             | Почтовый блок «Чемпионат мира по футболу FIFA 2018 в России™. Талисман Чемпионата мира по футболу FIFA 2018 в России™». | 100,00 руб.                                                      | 7 февраля 2017 года   | 250 000                      | О. Шушлебина               |
| № 2248 (Mi #2465) № 2249 (Mi #2466) № 2250 (Mi #2467) № 2251 (Mi #2468) |             | Серия «Чемпионат мира по футболу FIFA 2018 в России™. Стадионы»: - Калининград; - Нижний Новгород; - Санкт-Петербург; - Саранск. | 22,00 руб.                                                       | 23 августа 2017 года  | 360 000                      | О. Шушлебина               |
| № 2294 (Mi #2511) № 2295 (Mi #2512) № 2296 (Mi #2513) |             | «C Новым годом!»: Талисман Чемпионата мира по футболу FIFA 2018 в России™: - Удар по мячу; - Мяч на голове; - Бег. | 22,00 33,00 35,00 руб.                                           | 1 декабря 2017 года   | 660 000                      | О. Савина                  |
| № 2303 (Mi #2523) |             | Серия «Чемпионат мира по футболу FIFA 2018 в России™. Футбол в искусстве»: - Памятник футболисту В. Боброву. (2002 год, А. Г. Дёма, С. Л. Михайлов). | 22,00 руб.                                                       | 20 декабря 2017 года  | листа: 50 000 марки: 400 000 | О. Шушлебина               |
| № 2304 (Mi #2524) |             | Серия «Чемпионат мира по футболу FIFA 2018 в России™. Футбол в искусстве»: - Барельеф «Футболист». (1953 год, Е. А. Янсон-Манизер). | 22,00 руб.                                                       | 20 декабря 2017 года  | листа: 50 000 марки: 400 000 | О. Шушлебина               |
| № 2305 (Mi #2525) |             | Серия «Чемпионат мира по футболу FIFA 2018 в России™. Футбол в искусстве»: - Картина «Футбол». (1928 год, А. А. Дейнека). | 22,00 руб.                                                       | 20 декабря 2017 года  | листа: 50 000 марки: 400 000 | О. Шушлебина               |
| № 2306 (Mi #2526) |             | Серия «Чемпионат мира по футболу FIFA 2018 в России™. Футбол в искусстве»: - Картина «Футбол». (1926 год, Ю. И. Пименов). | 22,00 руб.                                                       | 20 декабря 2017 года  | листа: 50 000 марки: 400 000 | О. Шушлебина               |
| № 2303 (Mi #2523) № 2304 (Mi #2524) № 2305 (Mi #2525) № 2306 (Mi #2526) |             | Малый марочный лист «Чемпионат мира по футболу FIFA 2018 в России™. Футбол в искусстве»: - Памятник футболисту В. Боброву. (2002 год, А. Г. Дёма, С. Л. Михайлов); - Барельеф «Футболист». (1953 год, Е. А. Янсон-Манизер); - Картина «Футбол». (1928 год, А. А. Дейнека); - Картина «Футбол». (1926 год, Ю. И. Пименов). | 22,00 руб.                                                       | 20 декабря 2017 года  | не указан                    | О. Шушлебина               |
| № 2345 |             | Чемпионат мира по футболу FIFA 2018 в России™. Команды-участники: - Группа А. Россия, Саудовская Аравия, Египет, Уругвай. | 40,00 руб.                                                       | 10 мая 2018 года      | листа: 55 000 марки: 440 000 | О. Шушлебина Е. Плотникова |
| № 2346 |             | Чемпионат мира по футболу FIFA 2018 в России™. Команды-участники: - Группа В. Португалия, Испания, Марокко, Иран. | 40,00 руб.                                                       | 10 мая 2018 года      | листа: 55 000 марки: 440 000 | О. Шушлебина Е. Плотникова |
| № 2347 |             | Чемпионат мира по футболу FIFA 2018 в России™. Команды-участники: - Группа С. Франция, Австралия, Перу, Дания. | 40,00 руб.                                                       | 10 мая 2018 года      | листа: 55 000 марки: 440 000 | О. Шушлебина Е. Плотникова |
| № 2348 |             | Чемпионат мира по футболу FIFA 2018 в России™. Команды-участники: - Группа D. Аргентина, Исландия, Хорватия, Нигерия. | 40,00 руб.                                                       | 10 мая 2018 года      | листа: 55 000 марки: 440 000 | О. Шушлебина Е. Плотникова |
| № 2349 |             | Чемпионат мира по футболу FIFA 2018 в России™. Команды-участники: - Группа Е. Бразилия, Швейцария, Коста-Рика, Сербия. | 40,00 руб.                                                       | 10 мая 2018 года      | листа: 55 000 марки: 440 000 | О. Шушлебина Е. Плотникова |
| № 2350 |             | Чемпионат мира по футболу FIFA 2018 в России™. Команды-участники: - Группа F. Германия, Мексика, Швеция, Республика Корея. | 40,00 руб.                                                       | 10 мая 2018 года      | листа: 55 000 марки: 440 000 | О. Шушлебина Е. Плотникова |
| № 2351 |             | Чемпионат мира по футболу FIFA 2018 в России™. Команды-участники: - Группа G. Бельгия, Панама, Тунис, Англия. | 40,00 руб.                                                       | 10 мая 2018 года      | листа: 55 000 марки: 440 000 | О. Шушлебина Е. Плотникова |
| № 2352 |             | Чемпионат мира по футболу FIFA 2018 в России™. Команды-участники: - Группа Н. Польша, Сенегал, Колумбия, Япония. | 40,00 руб.                                                       | 10 мая 2018 года      | листа: 55 000 марки: 440 000 | О. Шушлебина Е. Плотникова |
| № 2345 № 2346 № 2347 № 2348 № 2349 № 2350 № 2351 № 2352 |             | Малый марочный лист «Чемпионат мира по футболу FIFA 2018 в России™. Команды-участники»: - Группа А: Россия, Саудовская Аравия, Египет, Уругвай; - Группа В: Португалия, Испания, Марокко, Иран; - Группа С: Франция, Австралия, Перу, Дания; - Группа D: Аргентина, Исландия, Хорватия, Нигерия; - Группа Е: Бразилия, Швейцария, Коста-Рика, Сербия; - Группа F: Германия, Мексика, Швеция, Республика Корея; - Группа G: Бельгия, Панама, Тунис, Англия; - Группа Н: Польша, Сенегал, Колумбия, Япония | 40,00 руб.                                                       | 10 мая 2018 года      | 295 000                      | О. Шушлебина Е. Плотникова |
| № 2359 |             | Почтовый блок «Чемпионат мира по футболу FIFA 2018 в России™». | 100,00 руб.                                                      | 14 июня 2018 года     | 530 000                      | О. Савина                  |
| № 2359 A |             | Почтовый блок «Чемпионат мира по футболу FIFA 2018 в России™» (без перфорации марки в блоке) | 100,00 руб.                                                      | 14 июня 2018 года     | 120 000                      | О. Савина                  |
| № 3019 |             | Серия «Виды спорта». Футбол | 27,00 руб.                                                       | 20 января 2023 года   | 126 000                      | И. Ульяновский             |

## Комментарии
1. ↑  Каталог включает описание государственных знаков почтовой оплаты Российской Федерации (марок, блоков, малых листов, буклетов), выпущенных с января 1992 года ФГУП Издатцентр «Марка»[1][2].
2. ↑  Коммеморативные марки — обобщённое название специальных художественных (памятных, юбилейных и других) почтовых марок. Для упрощения терминологии в случаях, когда требуется лишь подчеркнуть, что данная марка не является общеупотребляемой (то есть стандартной), под термином «коммеморативная марка» подразумевают, кроме перечисленных выше, также тематические (рисунки которых, посвящены определённой теме коллекционирования) марки. Также все упомянутые марки, объединённые термином «коммеморативная», имеют общую черту: как правило, такие марки изготовляются на высоком полиграфическом уровне[5].
3. ↑  Ниже приведён перечень памятных художественных марок (с возможностью сортировки по номиналу, тиражу и дате введения в обращение).
4. ↑  Эпизоды игры в футбол, силуэт Петропавловской крепости, напоминающий о месте проведения первого футбольного матча между российскими командами в Санкт-Петербурге 25 октября 1897 года[17].
5. ↑  Эпизод игры в футбол, атака[19].
6. ↑  Серия из двенадцати почтовых марок посвящена важнейшим событиям спортивной жизни России XX века. На марках представлены известные спортсмены, эпизоды различных соревнований, а также памятные спортивные события, происходившие в России в XX веке. На полях листа даны рисунки, представляющие различные виды спорта. Марки печатались на листах с оформленными полями по 12 (3х4) марок с номерами от № 561 до № 572 слева направо и сверху вниз[20].
7. ↑  На марке — Большая спортивная арена (архитекторы И. А. Рожин, Н. Н. Уллас, А. Ф. Хряков под руководством А. В. Власова; инженеры В. Н. Насонов, Н. М. Резников, В. П. Поликарпов). Формат марки 40×28 мм. Количество марок на листе: 36 (6х6 марок)[21].
8. ↑  Почтовая марка № 1458 посвящена 50-летнему юбилею одной из незабываемых побед в истории отечественного спорта: сборная СССР стала первым обладателем Кубка Европы. В полуфинальном матче она уверенно выиграла у команды Чехословакии со счётом 3:0 и в финале (10 июля 1960 года) встретилась со сборной Югославии на парижском стадионе «Парк де Пренс». Сборная Югославии в те годы являлась одной из сильнейших команд не только в Европе, но и в мире. Однако победу со счётом 2:1 одержали советские футболисты, забившие решающий мяч в дополнительное время. На марке изображён футболист в форме сборной СССР с мячом на футбольном поле. Марки напечатаны на малых марочных листах с художественно оформленными полями: формат марочного листа — 179х128 мм; формат марки — 37х37 мм; тираж марки № 1458 — 320 000 экземпляров (40 000 малых марочных листов). Количество марок на листе — 8 + купон[23]
9. ↑  Финальный турнир 20-го чемпионата мира по футболу FIFA (порт. Copa do Mundo FIFA de 2014, англ. 2014 FIFA World Cup) прошёл на стадионах Бразилии с 12 июня по 13 июля 2014 года — Бразилия стала пятой страной, принимающей чемпионат мира во второй раз. На официальных коммеморативных марках России «Чемпионат мира по футболу FIFA 2014 в Бразилии™» изображён официальный мяч чемпионата мира по футболу FIFA 2014 (Brazuca), талисман броненосец Фулеко (Fuleco) на фоне схемы футбольного поля. (Дизайн Brazuca является зарегистрированным торговым знаком компании «Адидас Груп», используется с её разрешения). Формат блока — 107х60 мм, формат марки — круглая, диаметром 33 мм[24].
10. ↑  Почтовый блок форматом 37х50 мм, имеет круглую форму мяча, а на марке изображён главный приз Чемпионата мира по футболу FIFA™ — Кубок мира[26].
11. ↑  СССР вступил в Международную федерацию футбола (ФИФА) через год после окончания Великой Отечественной войны — 25 июня 1946 года. Впервые сборная Советского Союза сыграла в VI Чемпионате мира по футболу FIFA™ в 1958 году в Швеции. Марки напечатаны на малых марочных листах: формат марочного листа — 170х120 мм; формат каждой марки — 50×50 мм; тираж марки — 200 000 экземпляров (200 000 малых марочных листов). Количество марок на листе — 6 (3х2)[28].
12. ↑  Матчи Чемпионата мира по футболу FIFA 2018 в России™ пройдут на 12 стадионах 11 городов России. Первые четыре марки серии посвящены стадионам в Сочи, Москве и Казани. Марки напечатаны на малых марочных листах: формат марочного листа — 154х154 мм; формат марки — 65х32,5 мм; тираж каждой марки — 400 000 экземпляров (200 000 малых марочных листов). Количество марок на листе — 8 (2х4), каждая марка напечатана на листе дважды[30].
13. ↑  Марки напечатаны на малых марочных листах с художественно оформленными полями (4×4) из 7 марок и 9 купонов: формат марочного листа — 202×145 мм; формат каждой марки — 42×30 мм; тираж марки — 200 000 экземпляров (200 000 малых марочных листов)[32].
14. ↑  СССР вступил в Международную федерацию футбола (ФИФА) через год после окончания Великой Отечественной войны — 25 июня 1946 года. Впервые сборная Советского Союза сыграла в VI Чемпионате мира по футболу FIFA™ (Швеция, 1958 год). В XIV Чемпионате мира по футболу FIFA™ (Италия,1990 год) сборная Советского Союза участвовала в последний раз, а чемпионом тогда стала команда ФРГ, победившая в финале сборную Аргентины со счётом 1:0. Марки напечатаны на малых марочных листах: формат марочного листа — 120х120 мм; формат каждой марки — 50×50 мм; тираж марки — 200 000 экземпляров (200 000 малых марочных листов). Количество марок на листе — 4 (2х2)[35].
15. ↑  Матчи Чемпионата мира по футболу FIFA 2018 в России™ пройдут на 12 стадионах 11 городов России. Следующие четыре марки серии посвящены стадионам в Волгограде, Екатеринбурге, Ростове и Самаре. Марки напечатаны на малых марочных листах: формат марочного листа — 154х154 мм; формат марки — 65х32,5 мм; тираж каждой марки — 400 000 экземпляров (200 000 малых марочных листов). Количество марок на листе — 8 (2х4), каждая марка напечатана на листе дважды[37].
16. ↑  Марки напечатаны на малых марочных листах с художественно оформленными полями (4×4) из 7 марок и 9 купонов: формат марочного листа — 202×145 мм; формат каждой марки — 42×30 мм; тираж марки — 220 000 экземпляров (220 000 малых марочных листов)[39].
17. ↑  Марки напечатаны на малых марочных листах с художественно оформленными полями (4×4) из 7 марок и 9 купонов: формат марочного листа — 202×145 мм; формат каждой марки — 42×30 мм; тираж марки — 220 000 экземпляров (220 000 малых марочных листов)[41].
18. ↑  Почтовый блок форматом 102х71 мм, формат марки в блоке — 30х42 мм, на марке изображён официальный талисман Чемпионата мира по футболу FIFA™ — волк по имени Забивака™[43].
19. ↑  Этот выпуск почтовых марок завершает серию «Стадионы» филателистической программы Чемпионата мира по футболу FIFA 2018 в России™. Кроме того, на 2017 год запланирован выпуск марочного буклета, в который войдут почтовые марки с изображением всех спортивных арен. Формат малого марочного листа с оформленными полями — 154×154 мм, тираж марочного листа — 180 000 экземпляров, формат марки — 65х32,5 мм. Количество марок на листе — 8 (2х4), каждая марка напечатана на листе дважды[45].
20. ↑  Финальный турнир 21-го чемпионата мира по футболу ФИФА впервые в своей истории пройдёт в России с 14 июня по 15 июля 2018 года. В связи с этим символом Нового 2018 года, помимо новогодней ёлки, Деда Мороза и Снегурочки, станет официальный талисман чемпионата мира по футболу — волк по имени Забивака™. На почтовых марках талисман Чемпионата мира по футболу FIFA 2018 в России™ изображён в трёх разных позах на новогоднем фоне. Формат каждой марки на малом марочном листе — 37х37 мм, на листе 9 марок (3х3) тираж марочного листа 220 000 экземпляров[46].
21. ↑  Малый марочный лист с оформленными полями, формат 135×106 мм. Формат марки — 30×42 мм. На почтовых марках изображён памятник футболисту В. Боброву работы А. Г. Дёмы и С. Л. Михайлова (2002 г.), а также символика Чемпионата мира по футболу FIFA 2018 в России™. Количество марок № 2303 на листе — 8 (4х2), тираж малого листа 50 000 экземпляров, а тираж марки — 400 000 экземпляров[47].
22. ↑  Малый марочный лист с оформленными полями, формат 135×106 мм. Формат марки — 30×42 мм. На почтовых марках изображён барельеф «Футболист» Е. А. Янсон-Манизер (1953 г.), а также символика Чемпионата мира по футболу FIFA 2018 в России™. Количество марок № 2304 на листе — 8 (4х2), тираж малого листа 50 000 экземпляров, а тираж марки — 400 000 экземпляров[47].
23. ↑  Малый марочный лист с оформленными полями, формат 135×106 мм. Формат марки — 30×42 мм. На почтовых марках изображена картина «Футбол» (художник А. А. Дейнека, 1928 год), а также символика Чемпионата мира по футболу FIFA 2018 в России™. Количество марок № 2305 на листе — 8 (4х2), тираж малого листа 50 000 экземпляров, а тираж марки — 400 000 экземпляров[47].
24. ↑  Малый марочный лист с оформленными полями, формат 135×106 мм. Формат марки — 30×42 мм. На почтовых марках изображена картина «Футбол» (художник Ю. И. Пименов, 1926 год), а также символика Чемпионата мира по футболу FIFA 2018 в России™. Количество марок № 2306 на листе — 8 (4х2), тираж малого листа 50 000 экземпляров, а тираж марки — 400 000 экземпляров[47].
25. ↑  Малый марочный лист с оформленными полями, формат 135×106 мм. Формат марки — 30×42 мм. На почтовых марках изображены: памятник футболисту В. Боброву работы А. Г. Дёмы и С. Л. Михайлова (2002 г.); барельеф «Футболист» Е. А. Янсон-Манизер (1953 г.); картина «Футбол» А. А. Дейнеки (1928 г.); картина «Футбол» Ю. И. Пименова (1926 г.), а также символика Чемпионата мира по футболу FIFA 2018 в России™. Количество марок на листе — 8 (4х2) — каждая марка напечатана на листе дважды. Тираж малого листа на сайте не указан[47].
26. ↑  Малый марочный лист с оформленными полями, формат 104х152 мм. На почтовых марках изображены: официальная символика Чемпионата мира по футболу FIFA 2018 в России™, игровые моменты матчей, а также каждая из марок — это группа из четырёх команд-участников с изображениями флагов национальных сборных. Количество марок № 2345 на листе — 8 (2х4), тираж малого листа 55 000 экземпляров, а тираж марки — 440 000[48].
27. ↑  Малый марочный лист с оформленными полями, формат 104х152 мм. На почтовых марках изображены: официальная символика Чемпионата мира по футболу FIFA 2018 в России™, игровые моменты матчей, а также каждая из марок — это группа из четырёх команд-участников с изображениями флагов национальных сборных. Количество марок № 2346 на листе — 8 (2х4), тираж малого листа 55 000 экземпляров, а тираж марки — 440 000[48].
28. ↑  Малый марочный лист с оформленными полями, формат 104х152 мм. На почтовых марках изображены: официальная символика Чемпионата мира по футболу FIFA 2018 в России™, игровые моменты матчей, а также каждая из марок — это группа из четырёх команд-участников с изображениями флагов национальных сборных. Количество марок № 2347 на листе — 8 (2х4), тираж малого листа 55 000 экземпляров, а тираж марки — 440 000[48].
29. ↑  Малый марочный лист с оформленными полями, формат 104х152 мм. На почтовых марках изображены: официальная символика Чемпионата мира по футболу FIFA 2018 в России™, игровые моменты матчей, а также каждая из марок — это группа из четырёх команд-участников с изображениями флагов национальных сборных. Количество марок № 2348 на листе — 8 (2х4), тираж малого листа 55 000 экземпляров, а тираж марки — 440 000[48].
30. ↑  Малый марочный лист с оформленными полями, формат 104х152 мм. На почтовых марках изображены: официальная символика Чемпионата мира по футболу FIFA 2018 в России™, игровые моменты матчей, а также каждая из марок — это группа из четырёх команд-участников с изображениями флагов национальных сборных. Количество марок № 2349 на листе — 8 (2х4), тираж малого листа 55 000 экземпляров, а тираж марки — 440 000[48].
31. ↑  Малый марочный лист с оформленными полями, формат 104х152 мм. На почтовых марках изображены: официальная символика Чемпионата мира по футболу FIFA 2018 в России™, игровые моменты матчей, а также каждая из марок — это группа из четырёх команд-участников с изображениями флагов национальных сборных. Количество марок № 2350 на листе — 8 (2х4), тираж малого листа 55 000 экземпляров, а тираж марки — 440 000[48].
32. ↑  Малый марочный лист с оформленными полями, формат 104х152 мм. На почтовых марках изображены: официальная символика Чемпионата мира по футболу FIFA 2018 в России™, игровые моменты матчей, а также каждая из марок — это группа из четырёх команд-участников с изображениями флагов национальных сборных. Количество марок № 2351 на листе — 8 (2х4), тираж малого листа 55 000 экземпляров, а тираж марки — 440 000[48].
33. ↑  Малый марочный лист с оформленными полями, формат 104х152 мм. На почтовых марках изображены: официальная символика Чемпионата мира по футболу FIFA 2018 в России™, игровые моменты матчей, а также каждая из марок — это группа из четырёх команд-участников с изображениями флагов национальных сборных. Количество марок № 2352 на листе — 8 (2х4), формат марки — 42х30 мм, тираж малого листа 55 000 экземпляров, соответственно, тираж марки — 440 000[48].
34. ↑  Малый марочный лист с оформленными полями, формат 104х152 мм. На почтовых марках изображены: официальная символика Чемпионата мира по футболу FIFA 2018 в России™, игровые моменты матчей, а также каждая из марок — это группа из четырёх команд-участников с изображениями флагов национальных сборных. Количество марок на листе — 8 (2х4), формат марки — 42х30 мм, каждая марка напечатана на листе однократно[48].
35. ↑  Чемпионат мира по футболу FIFA 2018 в России™ — 21-й чемпионат мира по футболу FIFA, который состоялся с 14 июня по 15 июля 2018 года в 11 крупнейших российских городах. На почтовом блоке представлено стилизованное изображение футбольного мяча с нанесёнными на него видами стадионов и достопримечательностей городов — организаторов Чемпионата мира по футболу 2018 в России™, а также официальная символика Чемпионата мира по футболу FIFA 2018 в России™. Почтовый блок вышел в 2-х формах выпуска: № 2359 А — без перфорации марки в блоке (беззубцовая) и № 2359 — с рамочной перфорацией 11 ½. Формат блока — 115×115 мм, формат марки № 2359 — шестигранная, 42,4×49 мм[49].
36. ↑  На почтовом блоке представлено стилизованное изображение футбольного мяча с нанесёнными на него видами стадионов и достопримечательностей городов — организаторов Чемпионата мира по футболу 2018 в России™, а также официальная символика Чемпионата мира по футболу FIFA 2018 в России™. Почтовый блок вышел в 2-х формах выпуска: № 2359 — с рамочной перфорацией 11 ½ и № 2359 А — без перфорации марки в блоке (беззубцовая). Формат блока — 115×115 мм[49].